# Karneval na Trinidadu i Tobagu
Karneval na Trinidadu i Tobagu je godišnja manifestacija koja se izvodi tijekom ponedjeljka i utorka prije Čiste srijede na Trinidadu i Tobagu. Događaja je zbog velikog broja sudionika, šarenih kostima i bujne proslave, poznat kao velika turistička atrakcija. Tradicionalno, festival je povezana s kalipso glazbom, međutim, novija glazba soca ju je zamijenila.

## Pregled

### Karneval
Karneval datira iz kraja 18. stoljeća kada su lokalni robovi po uzoru na francuske kolonizatore organizirali vlastiti festival. Ti robovi, koji nisu mogli sudjelovati na karnevalu, formirali su vlastitu, paralelnu proslavu pod nazivom "Canboulay" što je prethodnik karnevala na Trinidadu i Tobagu.

### Kalipso
Kalipso, kao glazbeni stil, odigrao je veliku ulogu kroz povijest karnevala. On vodi podrijetlo s Trinidada i Tobaga, i danas je danas poznat diljem svijeta. Kalipso je važan dio karipske narodne/popularne glazbe. Moderni kalipso je poznat pod nazivom soca, brži je od tradicionalnog kalipsa i privlačniji za ples. Pjesme često sadržavaju satiru, političke komentare, humor i dupla značenja. Pjesma, udaraljke i puhaljke su važni dijelovi ovog glazbenog stila.

## Datumi karnevala
Tablica pokazuje popis datuma održavanja akrnevala od 2009. do 2020. godine.
| Godina | Karnevalski ponedjeljak | Karnevalski utorak |
| ------ | ----------------------- | ------------------ |
| 2009.  | 23. veljače             | 24. veljače        |
| 2010.  | 15. veljače             | 16. veljače        |
| 2011.  | 7. ožujka               | 8. ožujka          |
| 2012.  | 20. veljače             | 21. veljače        |
| 2013.  | 11. veljače             | 12. veljače        |
| 2014.  | 3. ožujka               | 4. ožujka          |
| 2015.  | 16. veljače             | 17. veljače        |
| 2016.  | 8. veljače              | 9. veljače         |
| 2017.  | 27. veljače             | 28. veljače        |
| 2018.  | 12. veljače             | 13. veljače        |
| 2019.  | 4. ožujka               | 5. ožujka          |
| 2020.  | 24. veljače             | 25. veljače        |

## Vanjske poveznice
- Official Trinidad and Tobago Tourism Site – www.gotrinidadandtobago.com (engl.)
- Calendar of Events at the Trinidad Tourism Site (engl.)
- National Carnival Commission Official Website  Arhivirana inačica izvorne stranice od 5. svibnja 2007. (Wayback Machine) (engl.)